# فرودگاه چالپان‌آتا
فرودگاه چالپان‌آتا (به لاتین: Cholpon-Ata Airport) یک فرودگاه در قرقیزستان است که در شهرستان ایسیق‌کول واقع شده‌است.